# پایه درختی

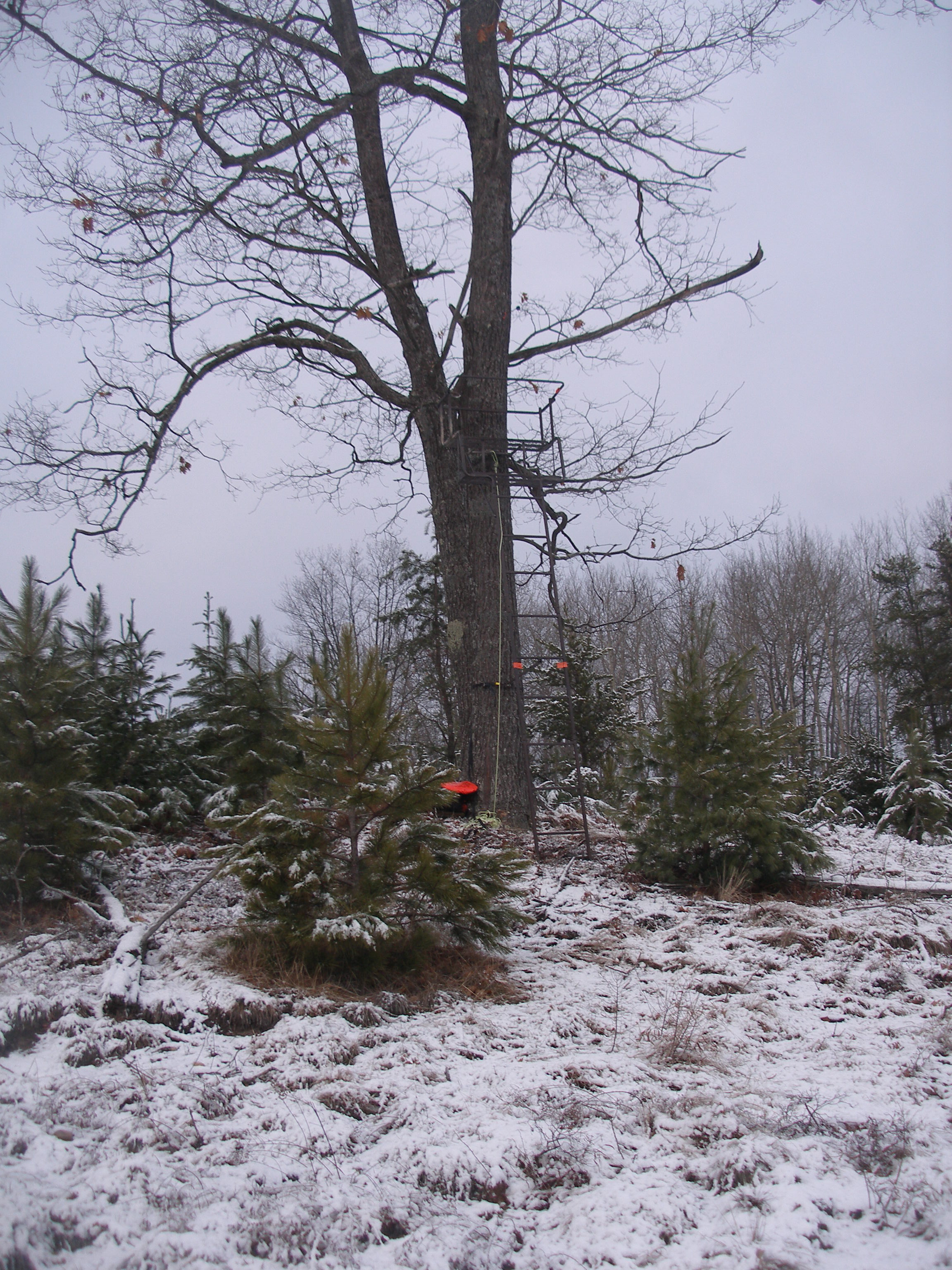
پایه درختی به سبک نردبانی

پایه‌های درختی (به انگلیسی: Tree stands) یا پایه‌های گوزنی (به انگلیسی: Deer stands)، سکوهای باز یا بسته‌ای هستند که توسط شکارچیان استفاده می‌شود. سکوها روی درختان محکم می‌شوند تا شکارچی از آن بالا برود و موقعیت بهتری به آن‌ها بدهند. پایه سه‌پایه‌ای، دستگاهی مشابه است اما از آنجایی که به جای اینکه به درخت متصل شود، مستقل است، از نظر فنی پایه درخت نیست.

## انواع
شکارچیان از انواع مختلفی از پایه درختان استفاده می‌کنند.

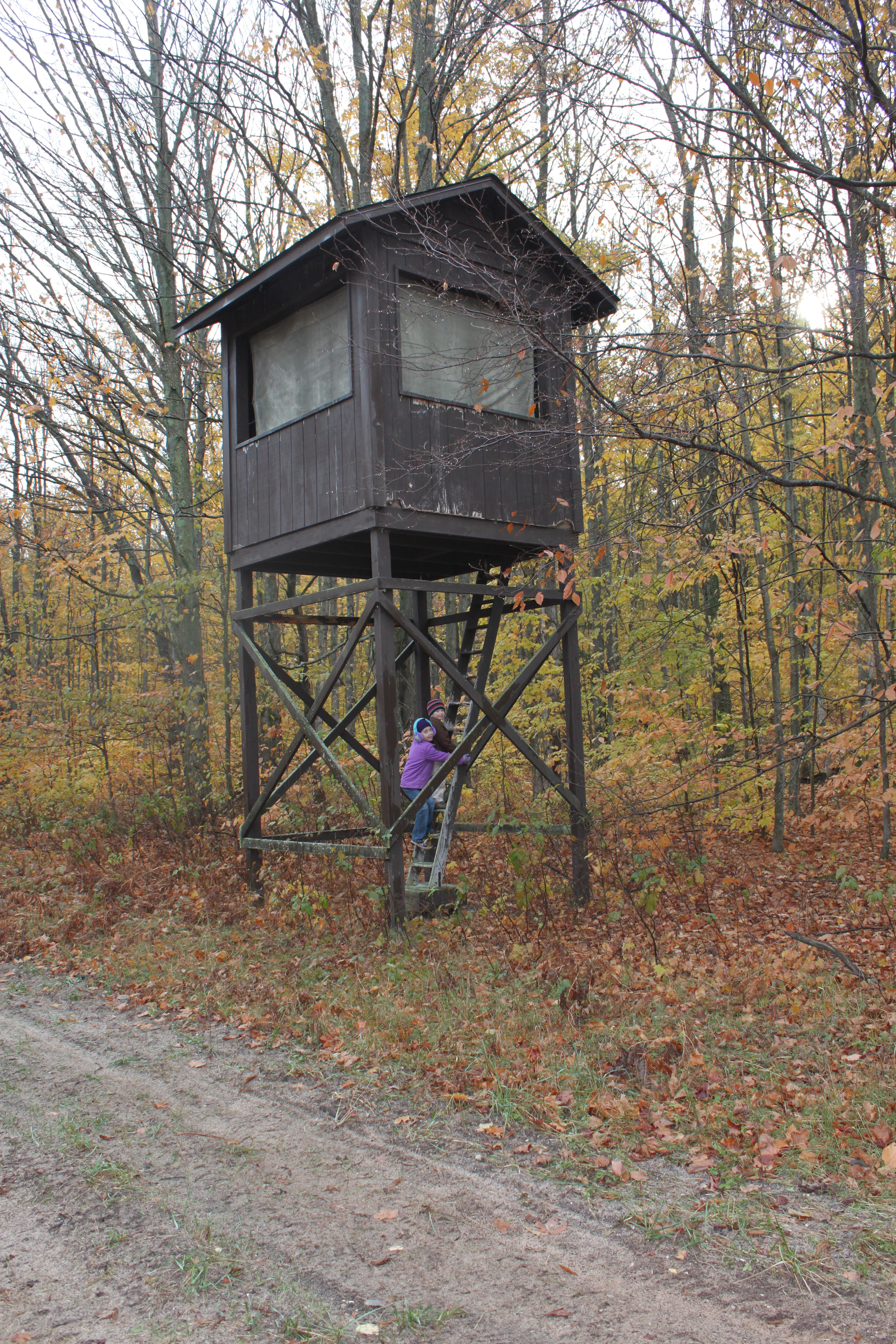
نوع «جعبه» مرتفع برای کور شکار

- پایه کوهنوردی
- پایه نردبان
- پایه آویز
- پایه جعبه‌ای